# Karl August Wittfogel
Karl August Wittfogel (Woltersdorf, 6 de septiembre de 1896 - Nueva York, 25 de mayo de 1988) fue un dramaturgo, historiador y sinólogo germano-estadounidense. Originalmente marxista y miembro activo del Partido Comunista de Alemania, después de la Segunda Guerra Mundial Wittfogel fue un firme anticomunista.

## Biografía
Karl August Wittfogel nació el 6 de septiembre de 1896 en Woltersdorf, Lüchow, provincia de Hanover. Dejó la escuela en 1914. Estudió filosofía, historia, sociología y geografía en la Universidad de Leipzig y en Múnich, Berlín y Rostock y en 1919 de nuevo en Berlín. A partir de 1921 cursó estudios de sinología en Leipzig. Entremedias, Wittfogel fue reclutado en una unidad del Cuerpo de Señales (Fernmeldeeinheit) en 1917
Antes de la Primera Guerra Mundial, fue el líder del grupo de Lüneburg Wandervogel. En 1918, creó el Lüneburg local del radical Partido Socialdemócrata Independiente de Alemania (USPD). En 1920, se afilió al Partido Comunista de Alemania (KPD) Wittfogel conoció a Karl Korsch en 1920 y fue invitado a la conferencia de 1923 que ayudó a establecer el Instituto de Investigación Social y desde 1925 hasta 1933 fue miembro del Instituto. Recibió su doctorado de la Universität Frankfurt en 1928. Todo el tiempo, Wittfogel fue un miembro activo y fiel del partido comunista y un fuerte crítico de todos sus enemigos. Cuando Hitler llegó al poder en 1933, Wittfogel trató de escapar a Suiza, pero fue detenido e internado en las cárceles y campos de concentración. Una protesta internacional dio lugar a su libertad en 1934. 
Se fue de Alemania a Inglaterra y luego a Estados Unidos. La creencia de Wittfogel en la Unión Soviética fue destruida con la alianza entre Hitler y Stalin, y comenzó a odiar la naturaleza totalitaria asiática del comunismo ruso y chino de Stalin y Mao. Se volvió contra sus antiguos camaradas y denunció a algunos de ellos, así como a los estudiosos americanos, como Owen Lattimore, en las audiencias del Comité McCarran en 1951. Sostuvo que la economía de propiedad estatal del bloque soviético conduciría inevitablemente a gobiernos despóticos aun más opresivos que los «asiáticos tradicionales», y que esos regímenes eran la mayor amenaza para el futuro de la humanidad.
Esther Schiff Goldfrank se convirtió en la esposa de Wittfogel en 1940. Wittfogel ocupó posiciones académicas en la Universidad de Columbia desde 1939 y fue profesor de Historia de China en la Universidad de Washington desde 1947 hasta 1966. Murió el 25 de mayo de 1988.

## Dramaturgo
En la década de 1920, Wittfogel escribió un número de obras de teatro comunistas, y un tanto expresionistas. El cojo, representado junto a otras obras cortas de teatro el 14 de octubre de 1920, en el Teatro Proletario Erwin Piscator de Berlín, y Soldados rojos, El hombre que tiene una idea, La madre, Los refugiados, El rascacielos y ¿Quién es el tonto más grande?, todas las cuales fueron publicadas por Malik. Wittfogel declinó una oferta para convertirse en el productor dramaturgo de la revolucionaria Volksbühne (Escenario del Pueblo) en Berlín, porque quería concentrarse en sus estudios académicos. Publicó algunos ensayos largos sobre la estética hegeliana y la literatura enDie Linkskurve, revista de la Asociación de Escritores Proletario-Revolucionarios, y fue miembro de su personal editorial desde abril de 1930.

## El modo de producción asiático
Wittfogel es más conocido por su monumental obra Despotismo oriental: estudio comparativo del poder totalitario, publicada por primera vez en 1957. A partir de un análisis marxista de las ideas de Max Weber sobre el estado hidráulico-burocrático de China y la India, basado en el escepticismo de Marx sobre el modo de producción asiático, a Wittfogel se le ocurrió un análisis del despotismo oriental que hacía hincapié en la papel de las obras de riego, las estructuras burocráticas necesarias para mantener esas obras y el impacto que estas tuvieron en la sociedad, acuñando el término «imperio hidráulico» para describir el sistema. En su opinión, muchas sociedades, principalmente en Asia, se basaron en gran medida en la construcción de obras de riego a gran escala. Para ello, el estado tenía que organizar el trabajo forzado de la población a gran escala. Esto requería una burocracia grande y compleja integrada por funcionarios competentes e instruidos. Esta estructura ocupó una posición única para aplastar a la sociedad civil y cualquier otra fuerza capaz de movilizarse contra el estado. Tal estado inevitablemente sería despótico, poderoso, estable y próspero.
Barrington Moore, Lichtheim George y Pierre Vidal Naquet se encuentran especialmente entre los científicos que escribieron sobre Wittfogel. F. Tokei, Gianni Sofri, Maurice Godelier y el alumno de Wittfogel Lawrence Krader se concentraron en el concepto. Dos líderes en Berlín del movimiento estudiantil SDS, Rudi Dutschke y Bernd Rabehl, han publicado sobre estos temas. El disidente de Alemania Oriental Rudolf Bahro dijo más tarde que su obra The alternative in Eastern Europe se basó en las ideas de Wittfogel, pero por el anticomunismo de este último, Wittfogel no podía ser mencionado por su nombre. Las ideas más ecológicas de Bahro, narradas en From red to green y en otros lugares, fueron inspiradas también por el determinismo geográfico de Wittfogel.

## Obra

### En alemán
- Vom Urkommunismus bis zur proletarischen Revolución, Eine der Entwicklung der Skizze bürgerlichen Gesellschaft, 1.  Teil: Urkommunismus und Feudalismus,  Verlag Garde Junge, Berlín C 2, 1922, p. 79[17]
- Der Wissenschaft morir bürgerlichen Gesellschaft. Eine marxistische Untersuchung,  Malik, Berlín, 1922
- Geschichte der Gesellschaft bürgerlichen. Von ihren Anfängen bis zur Schwelle der Grossen Revolución,  Malik, Wien, 1924
- Das erwachende China, Ein Abriss der Geschichte und der gegenwärtigen Chinas Probleme,  AGIS Verlag, Viena, 1926
- Shanghai, Cantón,  Internationale Vereinigung Verlags-Anstalten, Berlín, 1927[18]
- Wirtschaft und Gesellschaft Chinas, Versuch einer der wissenschaftlichen Analizar Grossen asiatischen Agrargesellschaft,  Hirschfeld, Leipzig, 1931, XXIV, 767 p. (= Des Instituts für Schriften Sozialforschung der Universität Frankfurt am No.  Main, 3)
- Mueren natürlichen Ursachen der Wirtschaftsgeschichte,  en: Archiv für Sozialwissenschaft und Sozialpolitik, 67, 1932, pp 466-492, 597-609, 711-731.
- Mueren Theorie der Gesellschaft orientalischen, en: Zeitschrift für Sozialforschung, vol. 7, n.º 1/2, Alcan, París, 1938

### En inglés
- The Foundations and Stages of Chinese Economic History, Zeitschrift für Sozialforschung, Alcan, París, 4, 1935, p. 26-60.
- New Light on Chinese Society; An Investigation of China's Socio-Economic Structure, Institute of Pacific Relations, Nueva York, 1938
- The Society of Prehistoric China, Alcan, París, 1939
- Meteorological Records from the Divination Inscriptions of Shang, American Geographical Society (1940)
- Public Office in the Liao Dynasty and the Chinese Examination System..., Harvard-Yenching Institute (1947)
- With Feng Chia-sheng et al., History of Chinese Society, Liao, 907-1125, American Philosophical Society, Transactions. Distributed by the Macmillan Co., New York, 1949
  - With Chia-shêng Fêng and Karl H. Menges, History of Chinese society: Liao (907-1125). Appendix V, Qara-Khitay 1949
- Russia and Asia: Problems of Contemporary Area Studies and International Relations, 1950
- Asia's Freedom...and the Land Question 1950
- The influence of Leninism-Stalinism on China, 1951? The Review of Politics: The Historical Position of Communist China: Doctrine and Reality, University of Notre Dame Press (1954)
- Mao Tse-tung, Liberator or Destroyer of the Chinese Peasants?, Free Trade Union Committee, American Federation of Labor, New York, 1955
- The Hydraulic Civilizations Chicago, 1956
- Oriental Despotism; a Comparative Study of Total Power Yale University Press, 1957
  - Class Structure and Total Power in Oriental Despotism, 1960
  - Results and Problems of the Study of Oriental Despotism 1969
- Chinese Society: An Historical Survey, 1957
- The New Men, Hong Kong, 1958?
- Food and Society in China and India, New York, 1959
- Peking's "Independence (1959)
- The Marxist View of Russian Society and Revolution, 1960
- Viewer's Guide to From Marx to Mao, University of Washington (1960)
- The Legend of Maoism, 1960?
- Class Structure and Total Power in Oriental Despotism, 1960
- A Stronger Oriental Despotism 1960
- The Russian and Chinese Revolutions: A Socio-Historical Comparison 1961
- The Marxist View of China China Quarterly, 1962
- Agrarian Problems and the Moscow-Peking Axis, 1962
- A Short History of Chinese Communism, University of Washington, 1964
- The Chinese Red Guards and the "Lin Piao Line, American-Asian Educational Exchange, Inc. (1967)
- Results and Problems of the Study of Oriental Despotism 1969
- Agriculture: a Key to the Understanding of Chinese Society, Past and Present, Australian National University Press, 1970
- Communist and Non-Communist Agrarian Systems, with Special Reference to the U.S.S.R. and Communist China, a Comparative Approach Univ. of Washington Press, Seattle, 1971
- The Hydraulic Approach to Pre-spanish Mesoamerica, Austin, 1972
- Some Remarks on Mao's Handling of Concepts and Problems of Dialectics, University of Washington. Far Eastern and Russian Institute, not dated

Sobre Wittfogel
- G. L. Ulmen, The Science of Society, Towards an Understanding of the Life and Work of Karl August Wittfogel, Mouton, The Hague, 1978
- G. L. Ulmen, ed., Society and History, Essays in Honor of Karl August Wittfogel, Mouton, The Hague, 1978, ISBN 90-279-7776-3

### En español
- Wittfogel, Karl August. Despotismo oriental: estudio comparativo del poder totalitario. Guadarrama, 1966.
- Wittfogel, Karl August. Mao Tse-Tung: libertador o destructor de los campesinos Chinos? Comité de Sindicalismo Libre de la Federación Americana del Trabajo, 1955.
- Wittfogel, Karl August, Tomás Martínez Saldaña, and Jacinta Palerm Viqueira. Antología sobre pequeño riego. Colegio de Postgraduados Montecillo, 1997.
- Palerm, Angel, Karl August Wittfogel, and Juan Maestre Alfonso. Agua y agricultura: Ángel Palerm, la discusión con Karl Wittfogel sobre el modo asiático de producción y la construcción de un modelo para el estudio de Mesoamérica. Universidad Iberoamericana, 2007.

## Obras de teatro (en alemán)
- Julio Haidvogel  (= KA Wittfogel), Der Krüppel  (El Cojo). en: Der Gegner,  vol. 2, N º. 4, Malik, Berlín, 1920, p. 94ff..
- Soldaten memoria.  Politische Tragödie en fünf Akten  (Soldados rojos), Malik, Berlín, 1921
- Der Mann der eine Idee sombrero.  Erotisches Schauspiel en vier Akten  (El hombre que tiene una idea), Malik, Berlín, 1922 y 1933
- Mueren Mutter - Der Flüchtling.  Zwei Einakter  (La Madre y los Refugiados, dos obras de un acto, Malik, Berlín, 1922
- Wer ist der Dümmste?  Eine Frage un Schicksal das in einem Vorspiel und Akten vier.  (¿Quién es el tonto más grande?), Malik, Berlín, 1923
  - Gustav von Wangenheim, Da liegt der Hund und andere begraben Stücke, Aus dem der Repertorio Truppe 31,  Rowohlt, Reinbek b. Hamburgo, 1974
- Der Wolkenkratzer.  Sketch Amerikanischer  (El rascacielos), Malik, 1924 [§019]

### Documentos
Los documentos de Karl August Wittfogel (1939-1970) están archivados en las bibliotecas de la Universidad de Washington, Documentos, 1939-1970

## Entrevistas
- «Conversations with Wittfogel». Telos  43 (primavera 1980). Telos Press, New York.